# エーラス・ダンロス症候群
エーラス・ダンロス症候群（エーラス・ダンロスしょうこうぐん、英語: Ehlers-Danlos syndrome, EDS）とはコラーゲン線維形成機構の異常を原因とする症候群。皮膚無力症、皮膚脆弱症、過剰弾力性皮膚とも呼ばれる。皮膚の過伸展、脆弱性、血腫が認められ、間擦部の増大により掻痒を示す。
古典型・類古典型・心臓弁型・血管型・関節（過可動）型・多発関節弛緩型・皮膚脆弱型・後側彎型・脆弱角膜症候群・脊椎異形成型・筋拘縮型・ミオパチー型・歯周型の13病型に分類される（2017年発表の国際分類・命名法による）。
日本では指定難病に指定されている。
臨床症状、皮膚伸展率の測定により診断する。クッシング症候群、皮膚弛緩症、後天性皮膚脆弱症候群との鑑別が必要。特異的な治療法はない。